# Comuna Cârțișoara, Sibiu
Cârțișoara (în maghiară: Kercpatak, în germană: Kleinkertz) este o comună în județul Sibiu, Transilvania, România, formată numai din satul de reședință cu același nume.

## Demografie
Componența etnică a comunei Cârțișoara
     Români (90,87%)
     Alte etnii (0,95%)
     Necunoscută (8,17%)
Componența confesională a comunei Cârțișoara
     Ortodocși (85,87%)
     Baptiști (2,86%)
     Adventiști (1,19%)
     Alte religii (1,59%)
     Necunoscută (8,49%)
Conform recensământului efectuat în 2021, populația comunei Cârțișoara se ridică la 1.260 de locuitori, în creștere față de recensământul anterior din 2011, când fuseseră înregistrați 1.243 de locuitori. Majoritatea locuitorilor sunt români (90,87%), iar pentru 8,17% nu se cunoaște apartenența etnică. Din punct de vedere confesional, majoritatea locuitorilor sunt ortodocși (85,87%), cu minorități de baptiști (2,86%) și adventiști (1,19%), iar pentru 8,49% nu se cunoaște apartenența confesională.

## Politică și administrație
Comuna Cârțișoara este administrată de un primar și un consiliu local compus din 9 consilieri. Primarul, Vasilică-Sorin Cîrțan[*], de la Partidul Social Democrat, este în funcție din 2016. Începând cu alegerile locale din 2024, consiliul local are următoarea componență pe partide politice:
|  | Partid                    | Consilieri | Componența Consiliului | Componența Consiliului | Componența Consiliului | Componența Consiliului | Componența Consiliului |
|  | ------------------------- | ---------- | ---------------------- | ---------------------- | ---------------------- | ---------------------- | ---------------------- |
|  | Partidul Social Democrat  | 5          |                        |                        |                        |                        |                        |
|  | Partidul Național Liberal | 2          |                        |                        |                        |                        |                        |
|  | Alianța Dreapta Unită     | 2          |                        |                        |                        |                        |                        |

## Atracții turistice
- Mănăstirea "Sf. Petru și Pavel"
- Muzeul "Badea Cârțan"
- Moară de apă
- Transfăgărășan

## Personalități
- Badea Cârțan
- Mircea Florin Șandru

## Primarii comunei
- 1996[7] - 2000 - Stoica Virgil, de la PDAR
- 2000[8] - 2004 - Sari Paulian, de la PDSR
- 2004[9] - 2008 - Magda Dorin, de la PD
- 2008[10] - 2012 - Magda Dorin, de la PDL
- 2012[11] - 2016 - Dorin Magda, de la PDL
- 2016[12] - 2020 - Cârțan Vasilică-Sorin, de la PSD

## Imagini

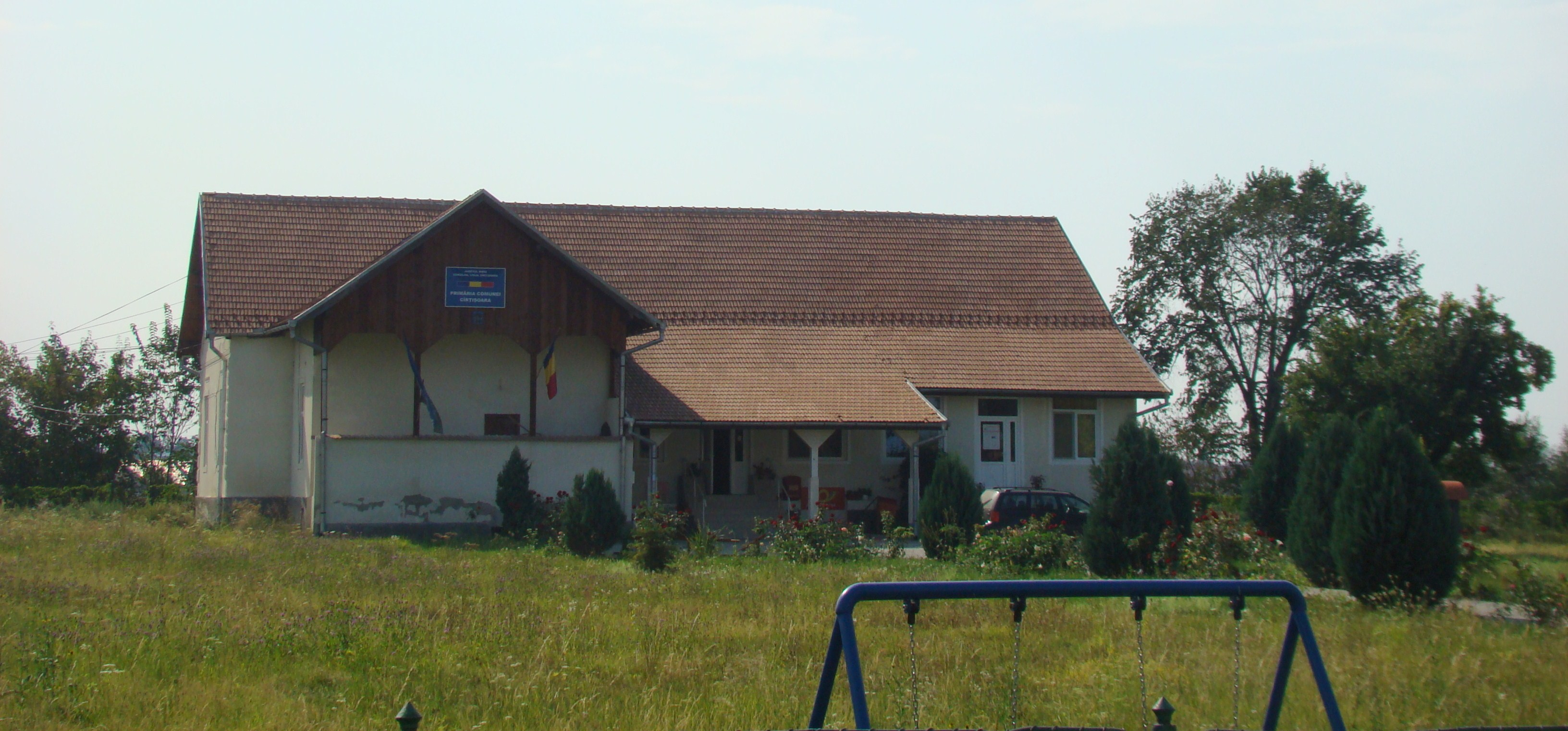
Primăria comunei Cârțișoara
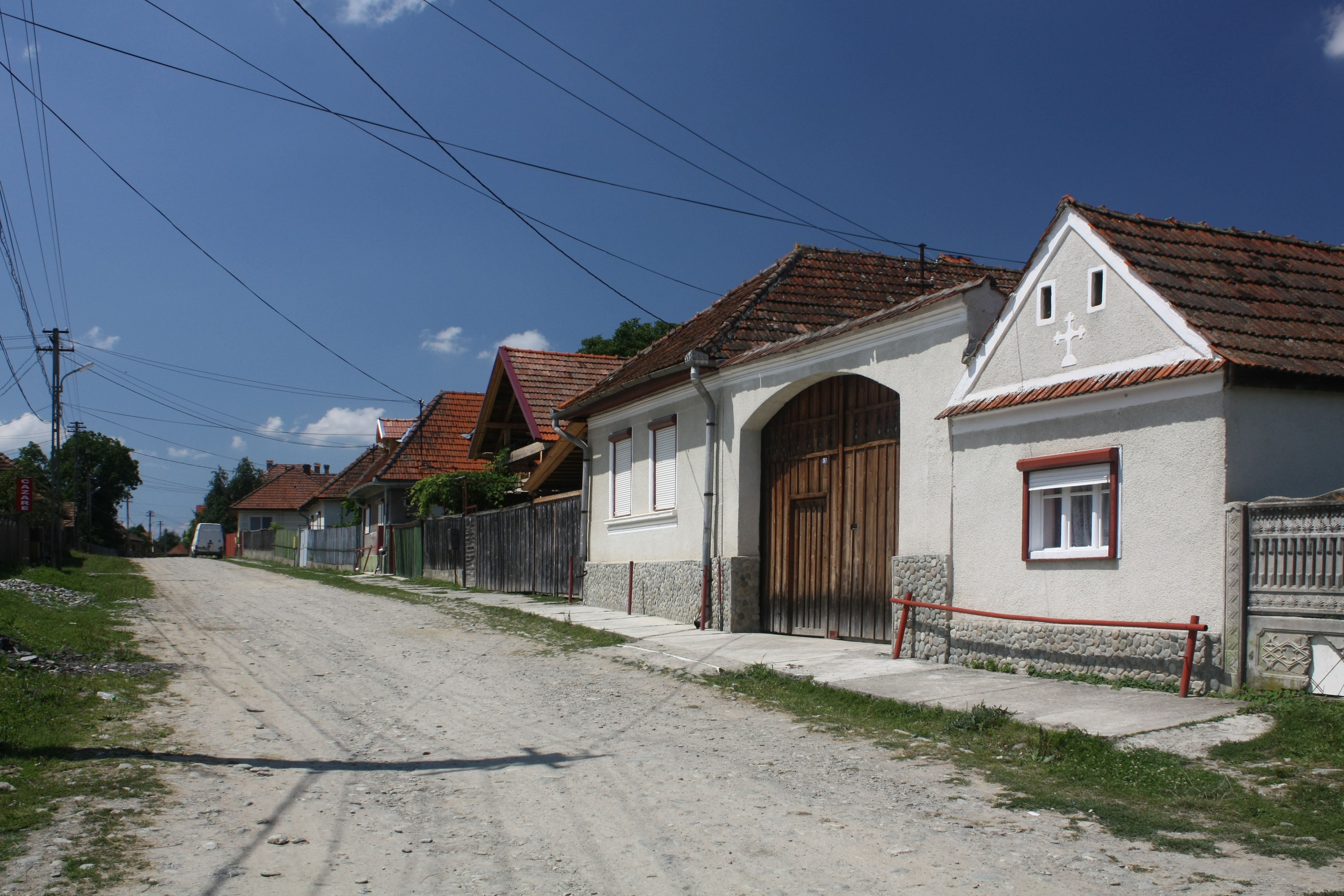
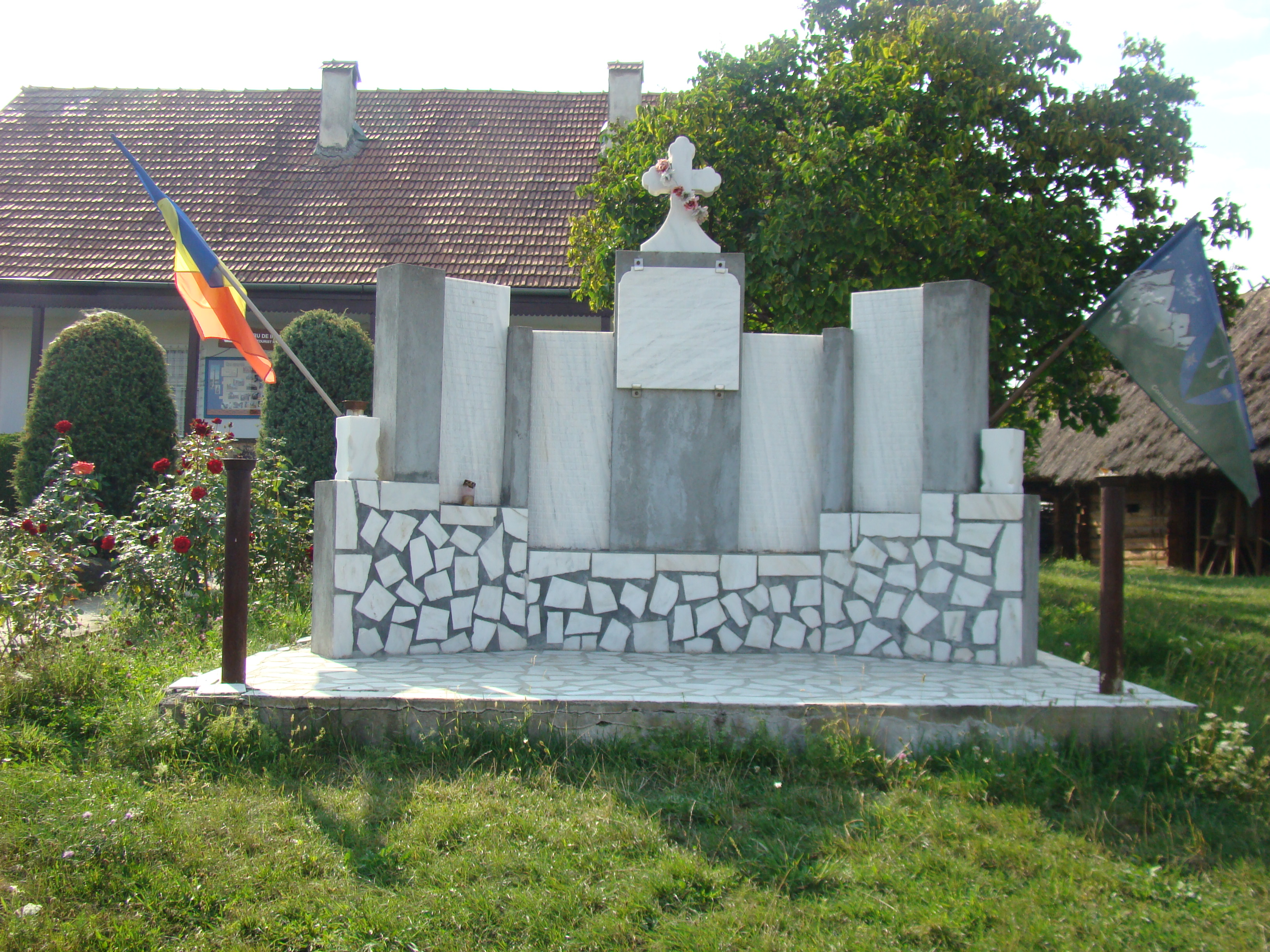
Monumentul Eroilor
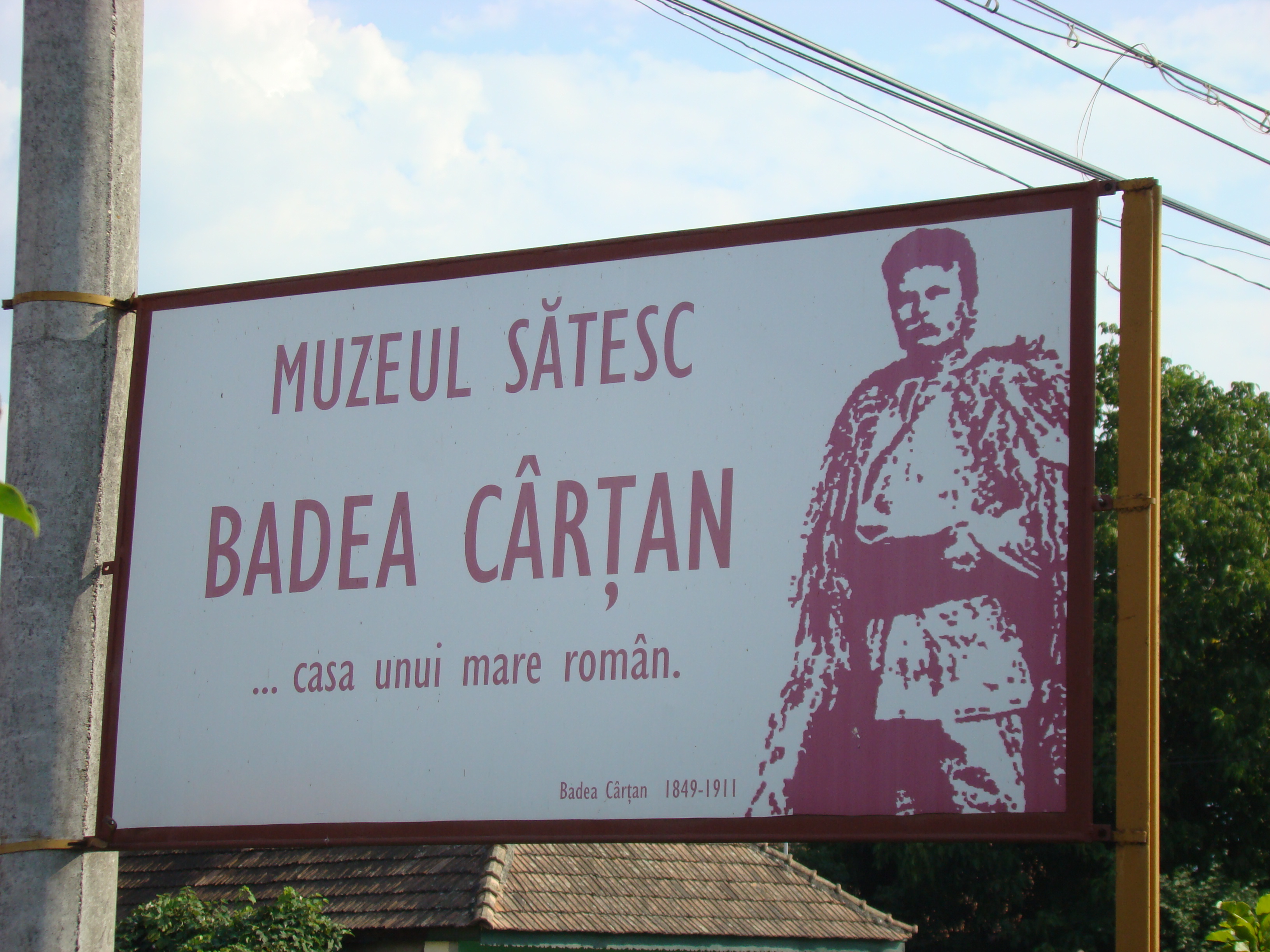
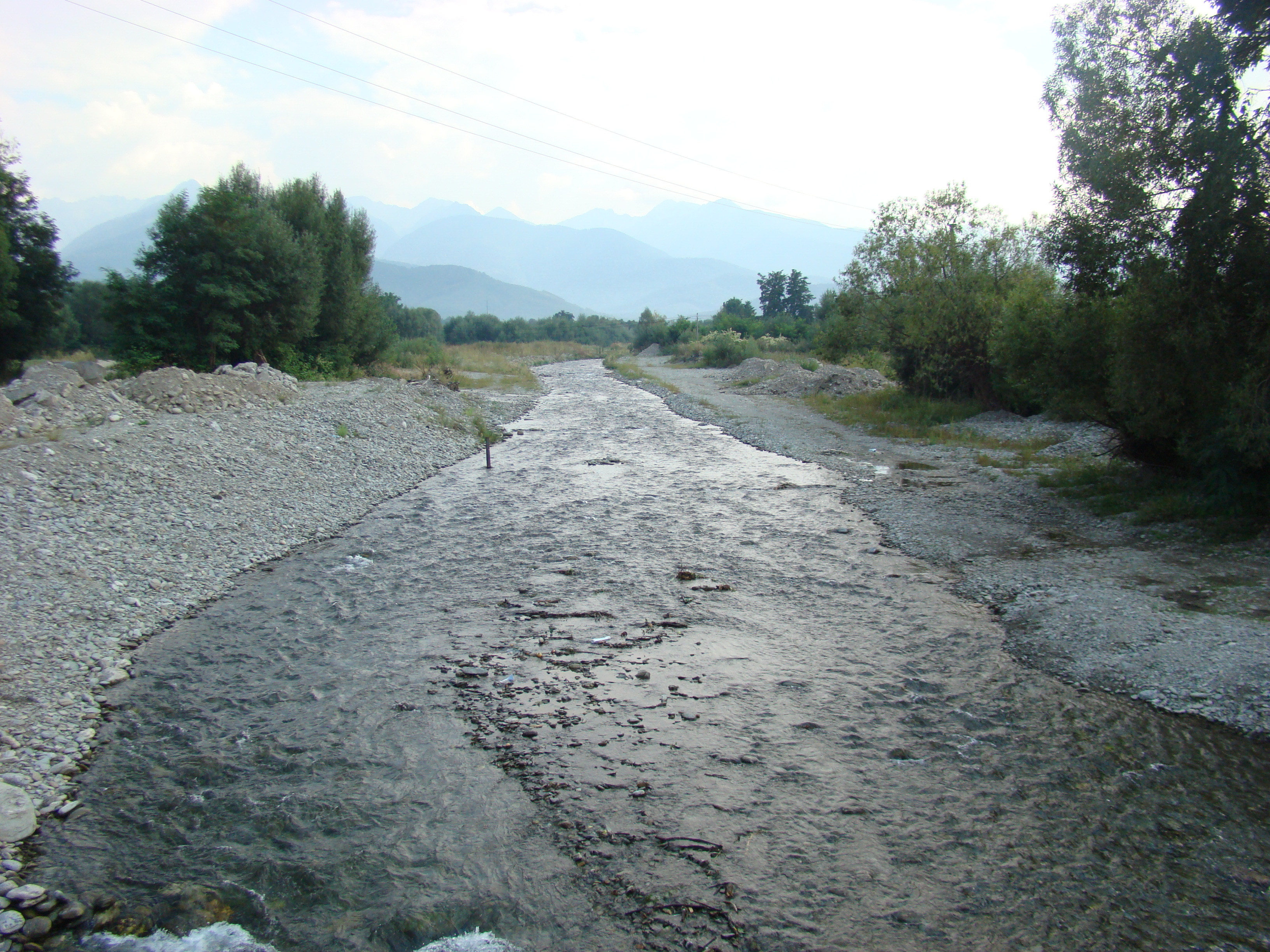
Râul Cârțișoara
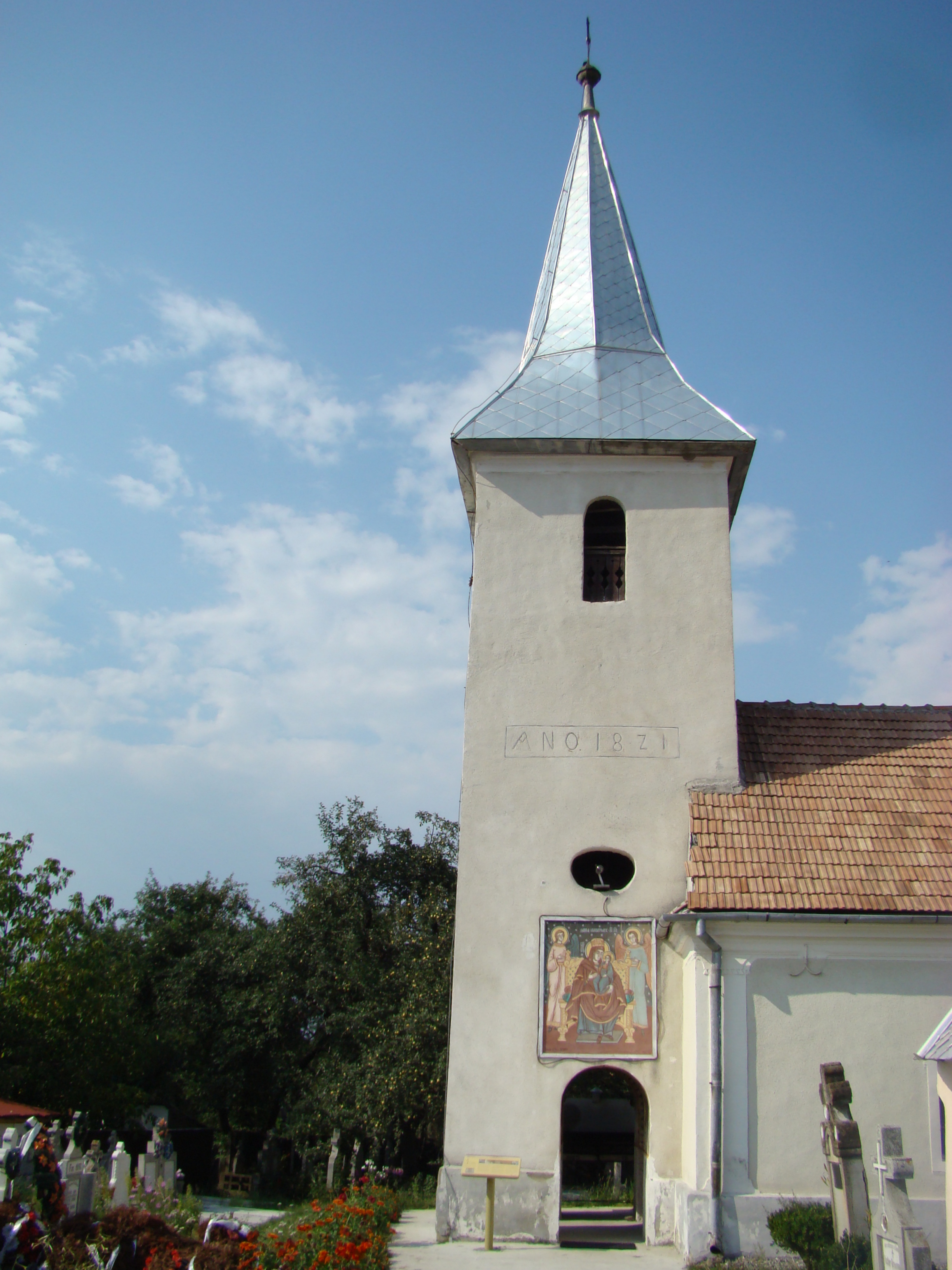
Biserica "Buna Vestire"-Streza, monument istoric
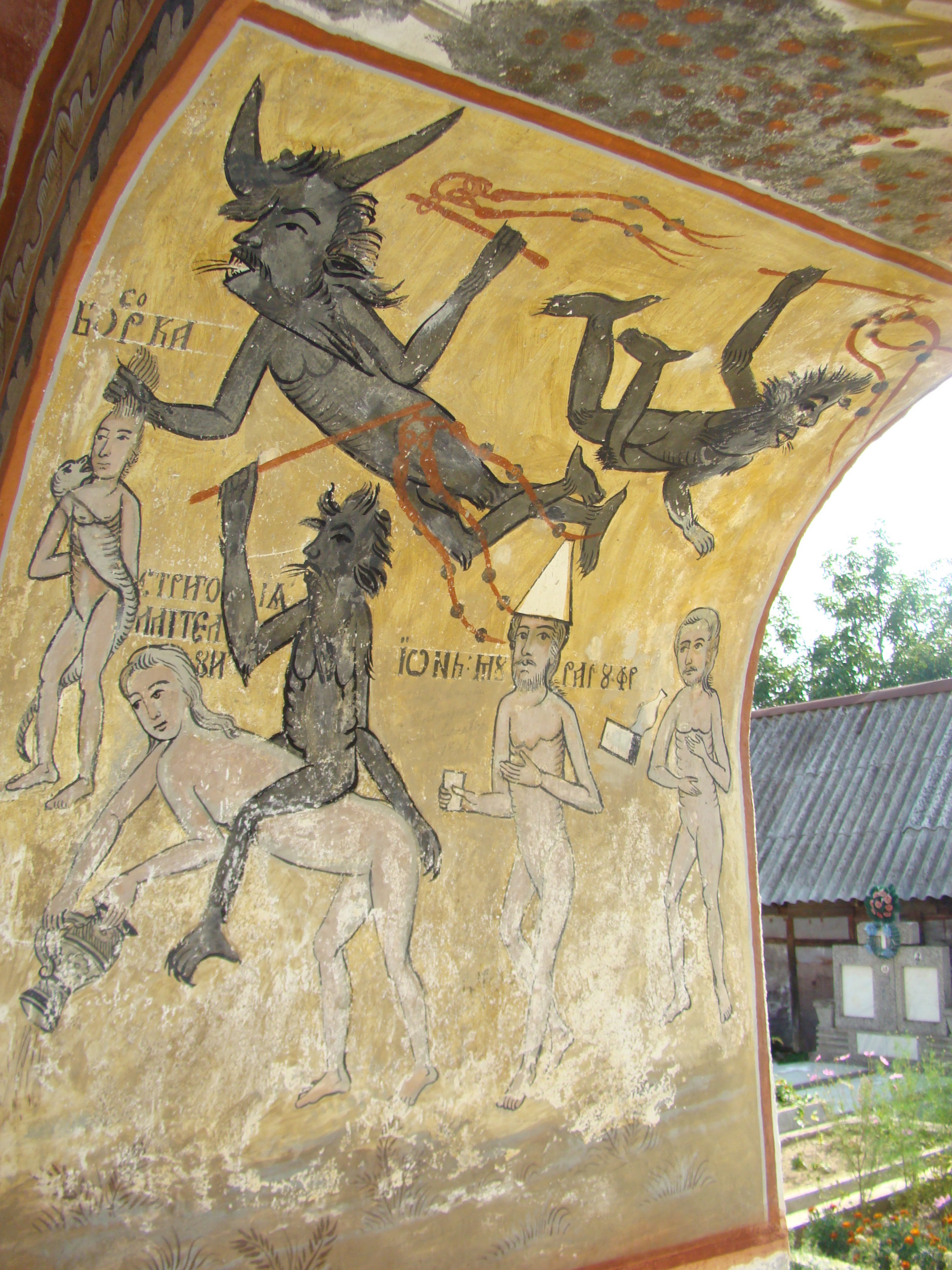
Biserica "Buna Vestire"-Streza, monument istoric (detaliu din compoziția Judecății de Apoi)
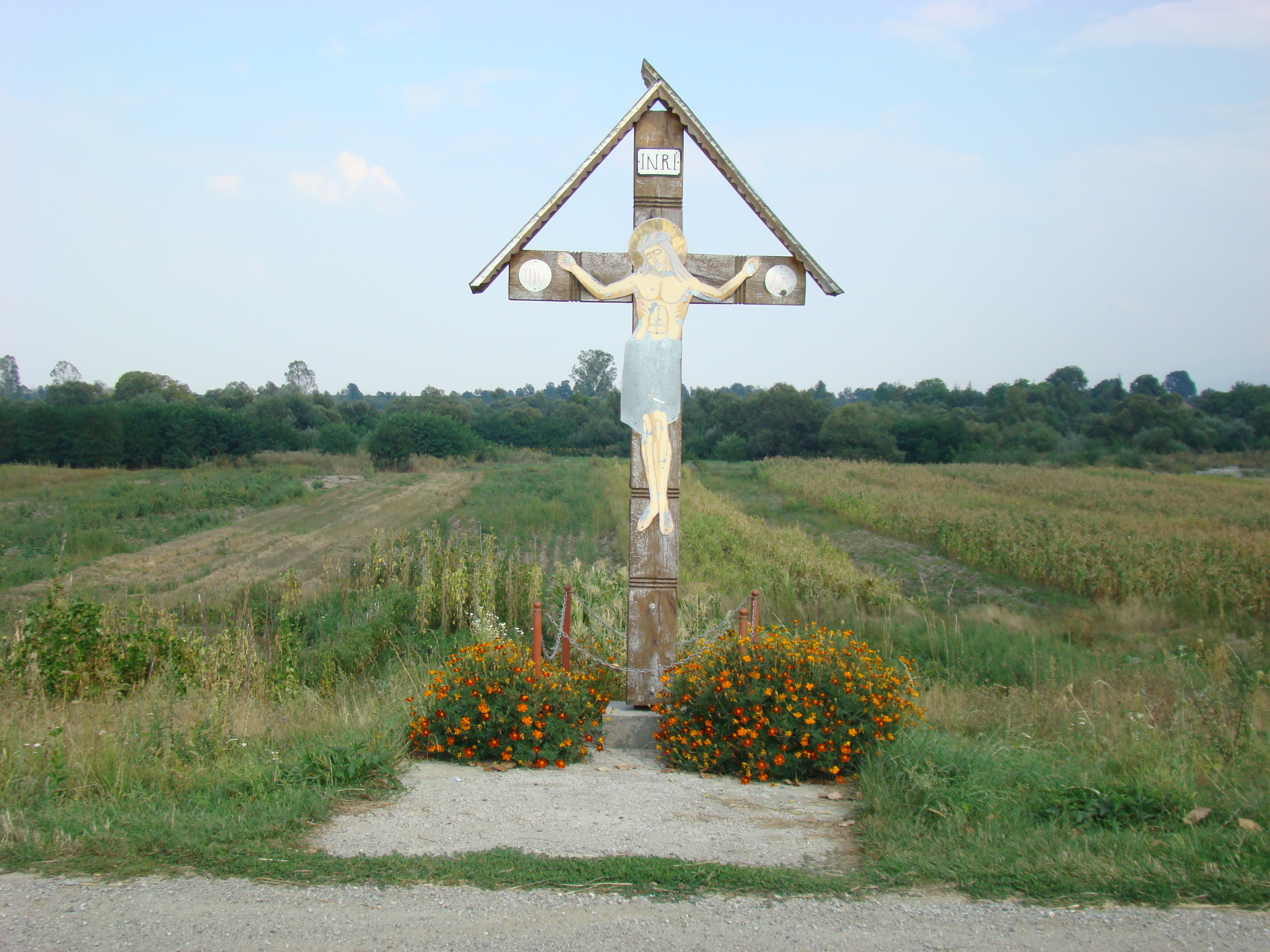
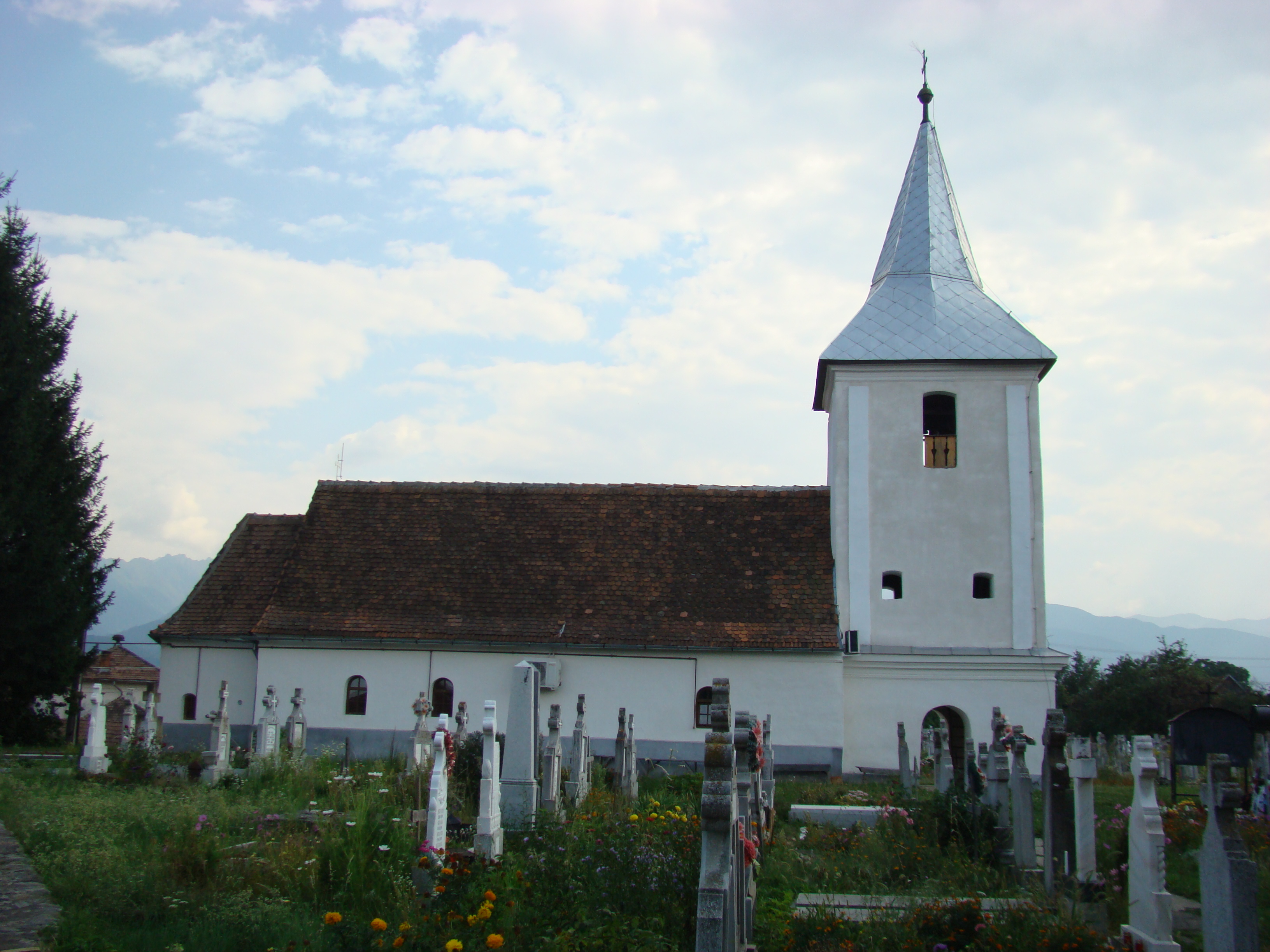
Biserica "Sf. Nicolae"-Oprea, monument istoric